# Espions de Varsovie
Espions de Varsovie (Spies of Warsaw) est une mini-série d'espionnage franco-britannico-polonaise réalisée par Coky Giedroyc d'après l'œuvre de Alan Furst, diffusée en deux parties du 9 janvier 2013 au 16 janvier 2013 sur BBC Four.
En France, la série est diffusée le 17 mai 2013 sur Arte.

## Synopsis
Une histoire d'espionnage se situant en Pologne à Varsovie, Paris, Londres et Berlin dans les années précédant la Seconde Guerre mondiale. Les agents du renseignement français et allemands sont enfermés dans une lutte de vie et de mort sur le champ de bataille de l'espionnage.
En 1937, à l'ambassade de France, le nouvel attaché militaire, le colonel Jean-François Mercier, un héros de la Première Guerre mondiale, est aspiré dans le monde de l'espionnage, de l'enlèvement, de la trahison et de l'intrigue dans les salons diplomatiques et ruelles de Varsovie.
Cet aristocrate distingué se retrouve pris dans une histoire d'amour passionnée avec Anna Skarbek, une avocate parisienne de la Ligue des Nations liée avec Maxim Mostov un journaliste russe blanc (antisoviétique). Leur histoire d'amour compliquée s'intensifie à mesure que le grondement des chars allemands se fait entendre.

## Distribution

### Acteurs principaux
- David Tennant (VF : Mathieu Buscatto) : Jean-François Mercier
- Janet Montgomery : Anna Skarbek
- Marcin Dorociński : Antoni Pakulski
- Anton Lesser : docteur Lapp
- Adam Godley : Julius Halbach
- Allan Corduner : Viktor Rozen
- Linda Bassett : Malka Rozen
- Tuppence Middleton : Gabrielle
- Fenella Woolgar (VF : Isabelle Gardien) : Lady Angela Hope
- Ellie Haddington : madame Dupin
- Julian Glover : général Beauvilliers

## Épisodes
Deux  épisodes de 90 minutes.